# Cynthia Chéry
Cynthia Immacula Chéry (* 3. September 1994 in Tabarre, Département Ouest) ist eine haitianische Fußballnationalspielerin.

## Karriere
Chery startete ihre Karriere beim Valentina FC, wo sie 2009 ihr Seniorendebüt gab. In den folgenden drei Spielzeiten gewann sie mit Valentina die Meisterschaft der Super-élite Digicel championnat de division 1. Daneben holte sie mit Valentina 2010 den Sieg beim renommierten Tournoi Festi-Foot sowie 2011 beim Tournament Super Six. Im Frühjahr 2013 wechselte sie in die USA und steht seither beim WPSL-Elite-Verein FC Indiana unter Vertrag.

### International
Chery lief von 2011 bis 2012 in acht Länderspielen für die haitianische U-20 Fußballnationalmannschaft auf. Seit 2013 ist sie A-Nationalspielerin für die A-Nationalmannschaft Haitis.
Im Oktober 2014 spielte Chery für die Haitianische Fußballnationalmannschaft der Frauen, den CONCACAF Women’s Gold Cup. Beim Turnier in den USA kassierte sie gleich in ihrem ersten Spiel nach 17 Minuten die Rote Karte. Haiti gewann das Spiel in Unterzahl dank der Ersatztorhüterin Geralda Saintilus, mit 1:0 gegen die Guatemaltekische Fußballnationalmannschaft der Frauen.

## Erfolge
Super-élite Digicel championnat de division 1 (3)
- 2009, 2010, 2011

Tournoi Festi-Foot (1)
- 2010

Super Six Hecafoot
- 2011